# Шенол Гюнеш (стадіон)
Стадіон «Шенол Гюнеш» або «Медікал Парк Стадіум» (тур. Şenol Güneş Spor Kompleksi Medical Park Stadyumu) — футбольний стадіон у місті Трабзон, Туреччина, домашня арена ФК «Трабзонспор».

## Загальний опис
Стадіон побудований протягом 2013—2016 років та відкритий 18 грудня 2016 року. Має дворівневі трибуни під дахом потужністю 41 461 глядач, з яких 37 915 забезпеченні регулярними місцями, 2 954 включені лише для національних змагань, 196 — VIP-місця. Окремо виділений сектор преміум-класу на верхньому рівні основної трибуни. Стадіон обладнаний сучасними системами освітлення та обігріву поля. На стадіоні розташовані чотири мусульманських молитовних кімнати, 28 офісних приміщень, три конференц-зали, сім магазинів, чотири кімнати відпочинку, 159 туалетів та шість ресторанів і кафе. Головний конференц-зал розрахований на 190 місць. Арена обладнана підйомними ліфтами. Поблизу стадіону розташована автомобільна стоянка на 438 автомобілів.

## Назва
Назва арени «Медікал Парк Стадіум» пов'язана із укладеним спонсорським контрактом з медичною компанією «Medical Park». Протягом 2016—2017 років стадіон носив назву «Медікал Парк Арена». Однак, згідно указу президента Туреччини Реджепа Таїпа Ердогана, у 2017 році із назви прибрано слово «арена», яке замінене на «стадіум». Таким чином, арену перейменовано на «Медікал Парк Стадіум». Окрім цього, арені присвоєно ім'я відомого турецького футболіста, тренера та футбольного функціонера Шенола Гюнеша, який виступав за «Трабзонспор», а згодом його тренував. Повна назва стадіону — «Спортивний комплекс Шенола Гюнеша Медікал Парк Стадіум».